# Wendisch Evern
Wendisch Evern is een gemeente in de Duitse deelstaat Nedersaksen. De gemeente maakt deel uit van de Samtgemeinde Ostheide in het Landkreis Lüneburg. Wendisch Evern telt 1.789 inwoners.

## Geografie, infrastructuur
Wendisch Evern ligt slechts 3 kilometer ten zuidoosten van de stad Lüneburg. Het eigenlijke dorp ligt ten zuiden van de spoorbaan; ten noorden ervan, dicht bij het station, ligt de wijk Göxe. Ten zuiden van Wendisch Evern liggen dorpjes, die tot de gemeente Bienenbüttel behoren. 
Wendisch Evern is een boeren- en forensendorpje, waar vrij veel mensen wonen, die hun werkkring te Lüneburg hebben.

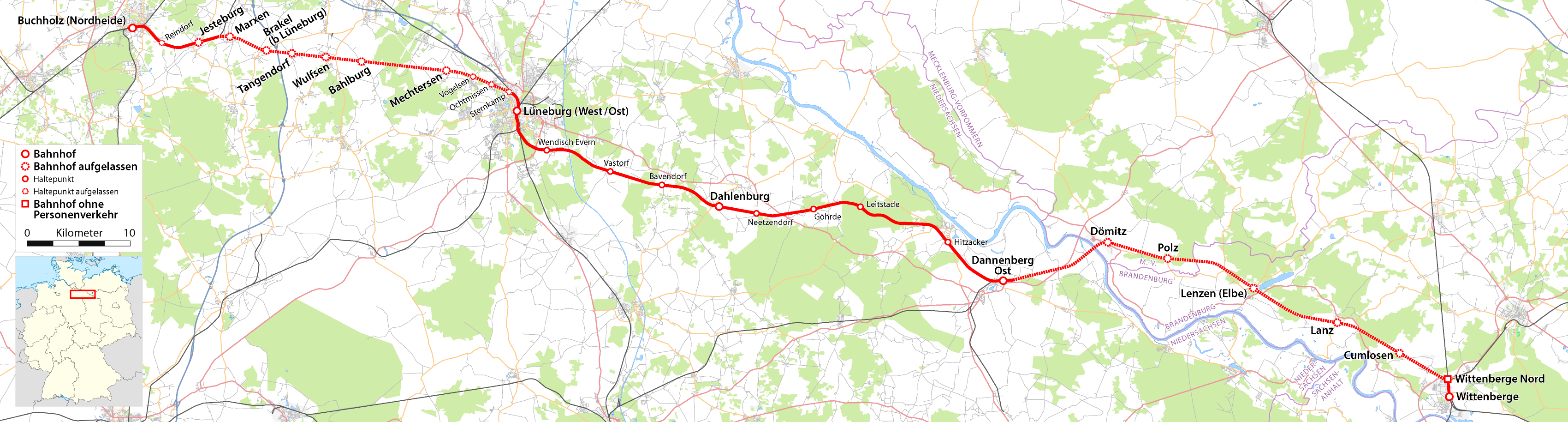
Trajectkaart spoorlijn Buchholz in der Nordheide - Wittenberge. Aufgelassen = buiten gebruik.

Wendisch Evern heeft een stationnetje aan de spoorlijn Buchholz - Station Lüneburg - Wittenberge. Zie ook: Spoorlijn Wittenberge - Jesteburg.
Op 400 m ten oosten van het dorp loopt het Elbe-Seitenkanal. Ten zuiden van het dorp ligt een militair oefenterrein van de Bundeswehr, Standortübungsplatz Lüneburg Wendisch-Evern.

## Geschiedenis
De vroegste geschiedenis van Wendisch Evern en het ten zuidwesten ervan gelegen buurdorp Deutsch Evern is in nevelen gehuld. Een legende wil, dat tussen de 3e en de 5e eeuw een stamhoofd van de Longobarden, een zekere Ibor, wat everzwijn betekent, hier aan de river de Ilmenau een nederzetting zou hebben gesticht. In later tijd rukten Slavische volkeren (Wenden) vanuit het oosten op tot aan de Elbe. Karel de Grote zou vervolgens in 805 aan de Saksen hebben toegestaan, het land tot aan de Ilmenau in bezit te nemen. Daardoor zouden de Saksen het Wendische dorp hebben overgenomen (Deutsch Evern), waarna de Wenden 3 km verderop aan de oostkant van de Ilmenau een nieuw dorp, Wendisch Evern, stichtten. Deze lezing van de ontstaansgeschiedenis van beide dorpen is echter wetenschappelijk zeer omstreden.

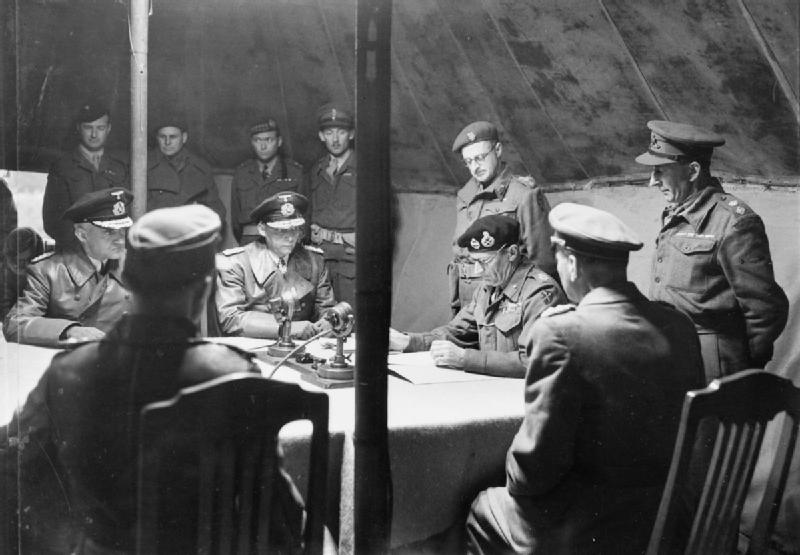
Ondertekening capitulatie 4 mei 1945
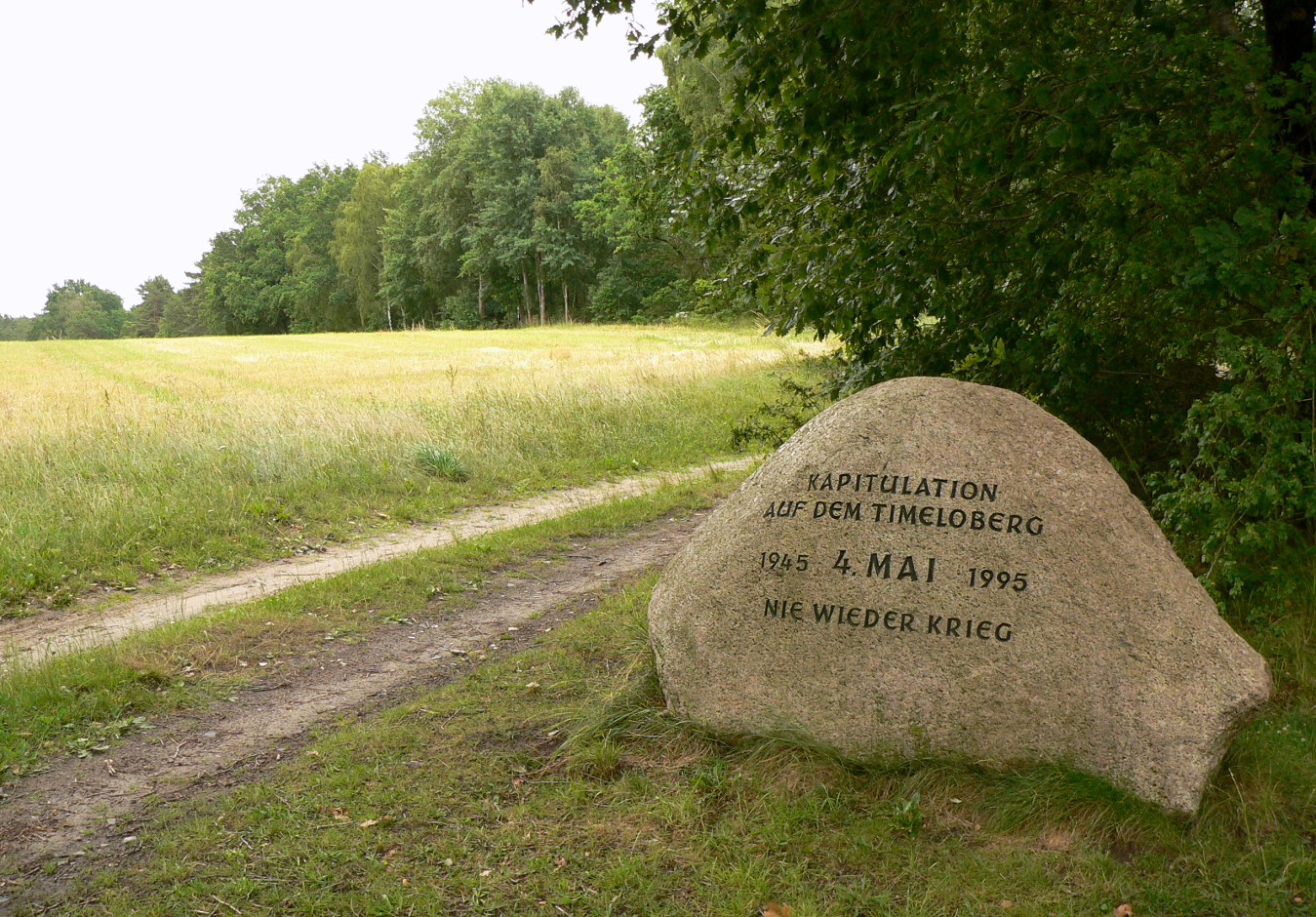
Gedenksteen nabij deze locatie

Op 4 mei 1945 vond in een tent op de Timeloberg in de gemeente Wendisch Evern een gebeurtenis plaats, die het einde van de Tweede Wereldoorlog in o.a. Nederland inluidde. De Duitse generaals Hans-Georg von Friedeburg en Alfred Jodl ondertekenden daar de overeenkomst van capitulatie der strijdkrachten van Nazi-Duitsland aan de geallieerden. Namens de geallieerden tekende o.a. veldmaarschalk Bernard Montgomery. De exacte locatie van deze ondertekening is niet toegankelijk, ze ligt in een verboden zone op het militaire oefenterrein ten zuiden van het dorp. Wat verderop, buiten het militaire terrein, is een gedenksteen ter herinnering aan dit feit geplaatst.
Adendorf · 
Amelinghausen · 
Amt Neuhaus · 
Artlenburg · 
Bardowick · 
Barendorf · 
Barnstedt · 
Barum · 
Betzendorf · 
Bleckede · 
Boitze · 
Brietlingen · 
Dahlem · 
Dahlenburg · 
Deutsch Evern · 
Echem · 
Embsen · 
Handorf · 
Hittbergen · 
Hohnstorf (Elbe) · 
Kirchgellersen · 
Lüdersburg · 
Lüneburg · 
Mechtersen · 
Melbeck · 
Nahrendorf · 
Neetze · 
Oldendorf (Luhe) · 
Radbruch · 
Rehlingen · 
Reinstorf · 
Reppenstedt · 
Rullstorf · 
Scharnebeck · 
Soderstorf · 
Südergellersen · 
Thomasburg · 
Tosterglope · 
Vastorf · 
Vögelsen · 
Wendisch Evern · 
Westergellersen · 
Wittorf